# 查理·奧康內爾
查理·奧康內爾（Charles "Charlie" O'Connell，1975年4月21日—）是美國的一位演員。他曾經參與出演真人秀節目鑽石求千金。他的哥哥是傑瑞·奧康內爾